# Colligny
Colligny és un municipi francès, situat al departament del Mosel·la i a la regió del Gran Est. L'any 2007 tenia 309 habitants.

## Demografia

### Població
El 2007 la població de fet de Colligny era de 309 persones. Hi havia 120 famílies, de les quals 20 eren unipersonals (8 homes vivint sols i 12 dones vivint soles), 48 parelles sense fills i 52 parelles amb fills.
La població ha evolucionat segons el següent gràfic:
Habitants censats

### Habitatges
El 2007 hi havia 133 habitatges, 123 eren l'habitatge principal de la família i 10 estaven desocupats. 120 eren cases i 12 eren apartaments. Dels 123 habitatges principals, 115 estaven ocupats pels seus propietaris, 6 estaven llogats i ocupats pels llogaters i 2 estaven cedits a títol gratuït; 3 tenien dues cambres, 9 en tenien tres, 21 en tenien quatre i 90 en tenien cinc o més. 111 habitatges disposaven pel capbaix d'una plaça de pàrquing. A 38 habitatges hi havia un automòbil i a 79 n'hi havia dos o més.

### Piràmide de població
La piràmide de població per edats i sexe el 2009 era:
| Homes | Edats   | Dones |
| ----- | ------- | ----- |
| 0     | 95 o +  | 0     |
| 0     | 90 a 94 | 0     |
| 4     | 85 a 89 | 4     |
| 0     | 80 a 84 | 4     |
| 0     | 75 a 79 | 0     |
| 0     | 70 a 74 | 4     |
| 0     | 65 a 69 | 0     |
| 12    | 60 a 64 | 0     |
| 8     | 55 a 59 | 12    |
| 20    | 50 a 54 | 24    |
| 24    | 45 a 49 | 16    |
| 4     | 40 a 44 | 12    |
| 12    | 35 a 39 | 8     |
| 12    | 30 a 34 | 16    |
| 12    | 25 a 29 | 8     |
| 16    | 20 a 24 | 12    |
| 12    | 15 a 19 | 0     |
| 16    | 10 a 14 | 12    |
| 20    | 5 a 9   | 12    |
| 12    | 0 a 4   | 4     |

## Economia
El 2007 la població en edat de treballar era de 217 persones, 162 eren actives i 55 eren inactives. De les 162 persones actives 156 estaven ocupades (80 homes i 76 dones) i 5 estaven aturades (2 homes i 3 dones). De les 55 persones inactives 27 estaven jubilades, 17 estaven estudiant i 11 estaven classificades com a «altres inactius».

### Ingressos
El 2009 a Colligny hi havia 124 unitats fiscals que integraven 333,5 persones, la mediana anual d'ingressos fiscals per persona era de 22.349 €.

### Activitats econòmiques
Dels 10 establiments que hi havia el 2007, 1 era d'una empresa de construcció, 2 d'empreses de comerç i reparació d'automòbils, 2 d'empreses de transport, 1 d'una empresa d'hostatgeria i restauració, 1 d'una empresa financera, 1 d'una empresa immobiliària, 1 d'una empresa de serveis i 1 d'una empresa classificada com a «altres activitats de serveis».
Dels 2 establiments de servei als particulars que hi havia el 2009, 1 era un electricista i 1 restaurant.
L'únic establiment comercial que hi havia el 2009 era una fleca.
L'any 2000 a Colligny hi havia 5 explotacions agrícoles.

## Poblacions més properes
El següent diagrama mostra les poblacions més properes.